# Somali (gruppo etnico)
I somali (Somali: Soomaaliyeed, in arabo الصوماليون‎?) sono un gruppo etnico  situato nel Corno d'Africa. La maggior parte della popolazione parla il somalo, una lingua cuscitica della famiglia afro-asiatica.
Il numero dei Somali è stimato a 26 800 000 nel 2025, e sono concentrati soprattutto in Somalia, Etiopia, Kenya settentrionale e Gibuti, mentre molti sono presenti in Europa e in America dopo la diaspora somala a causa della guerra civile in Somalia.

## Storia

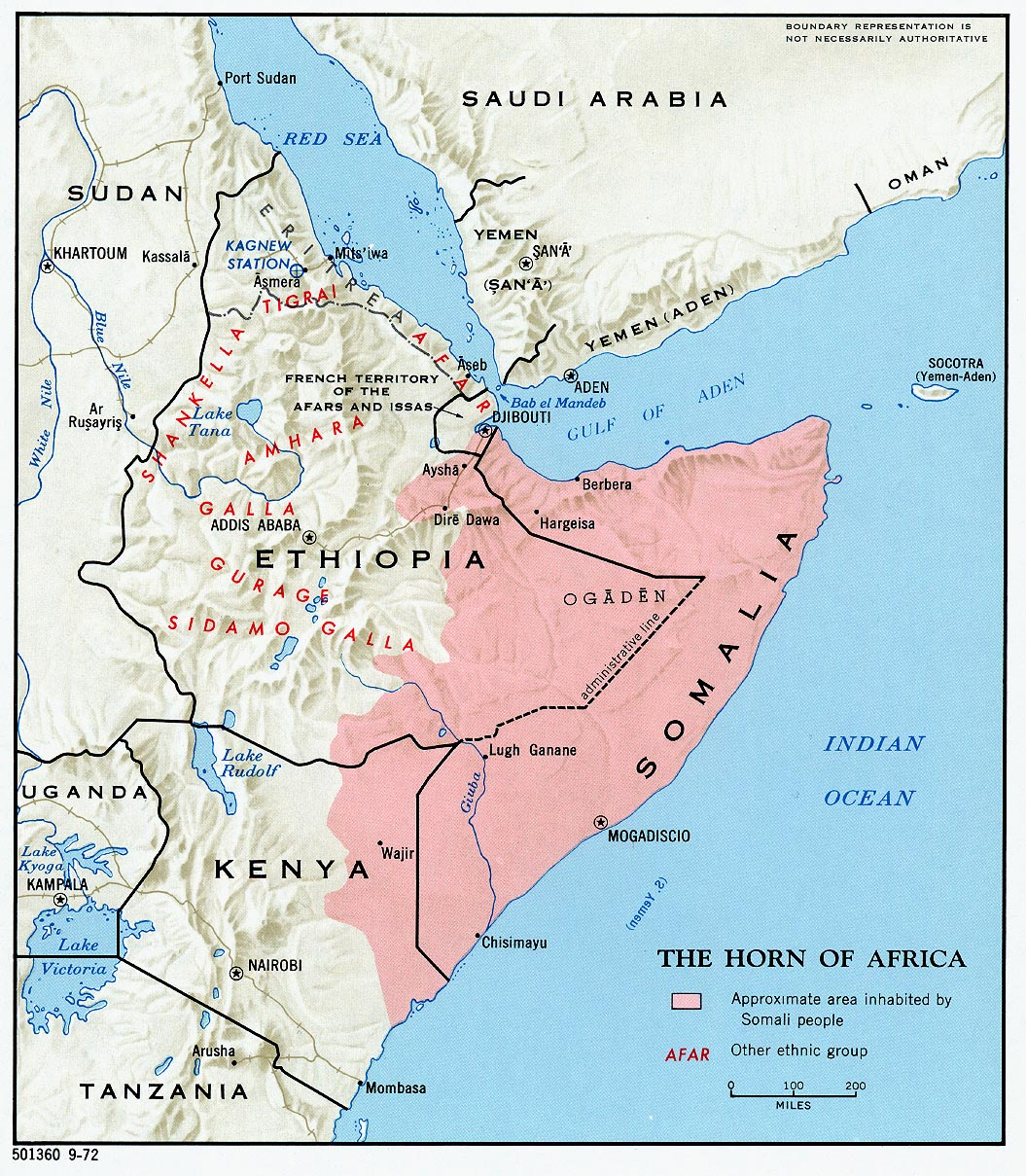
In rosa i territori approssimativamente abitati dai somali.

I Somali vivevano nella zona di Tajura (Gibuti) fino a Capo Guardafui (Somalia); questo territorio era un tempo parte della terra di Punt.
I primi documenti riguardanti il popolo Somalo risalgono al libro Periplo del Mare Eritreo. In antichità la Somalia era un importante centro di commercio con il resto del mondo antico.
I navigatori somali e i mercanti commerciavano incenso, mirra e spezie, considerate dei beni di lusso dagli antichi Egizi, dai Fenici e dai Micenei. Secondo molti studiosi l'antica terra di Punt coincide con l'odierna Somalia, o perlomeno ne facevano parte i territori somali dell’attuale Somaliland (ex Somalia Britannica) e del Puntland (ex Somalia Italiana), chiamato così proprio in riferimento alla Terra di Punt. 
Nell'era classica antiche città stato come Opone (Hafun), Essina (nelle vicinanze di Merca), Sarapion (Mogadiscio), Malao (Berbera) e Mosylon (vicino a Capo Guardafui) erano in competizione con gli Axumiti (Etiopi).
Con la conversione dei somali all'Islam, si formarono numerosi sultanati alleati con i regni arabi.
Le città di Mogadiscio, Berbera, Zeila, Barawa e Merca diventarono importanti città stato.
Il sultanato di Ifat, con capitale Zeila, governava su alcuni territori che oggi appartengono all'Etiopia, a Gibuti e alla Somalia del Nord. Nel medioevo il più importante sultanato fu quello di Ajuuran, nella Somalia meridionale.
Il sultanato di Adal, grazie al comandante Ahmad Grāñ ibn Ibrahim (Ahmed Gurey), cui furono forniti cannoni dai turchi, riuscì a sconfiggere ripetutamente l'impero cristiano etiope, il cui esercito era privo di armi da fuoco. L'imperatore d'Etiopia, per scongiurare la conquista musulmana dello Stato, invocò l'aiuto dei portoghesi presenti con la loro flotta nell'oceano indiano. Questi inviarono 400 moschettieri con alcuni pezzi d'artiglieria, i quali annichilirono il temuto esercito somalo, che stava invadendo l'Etiopia.

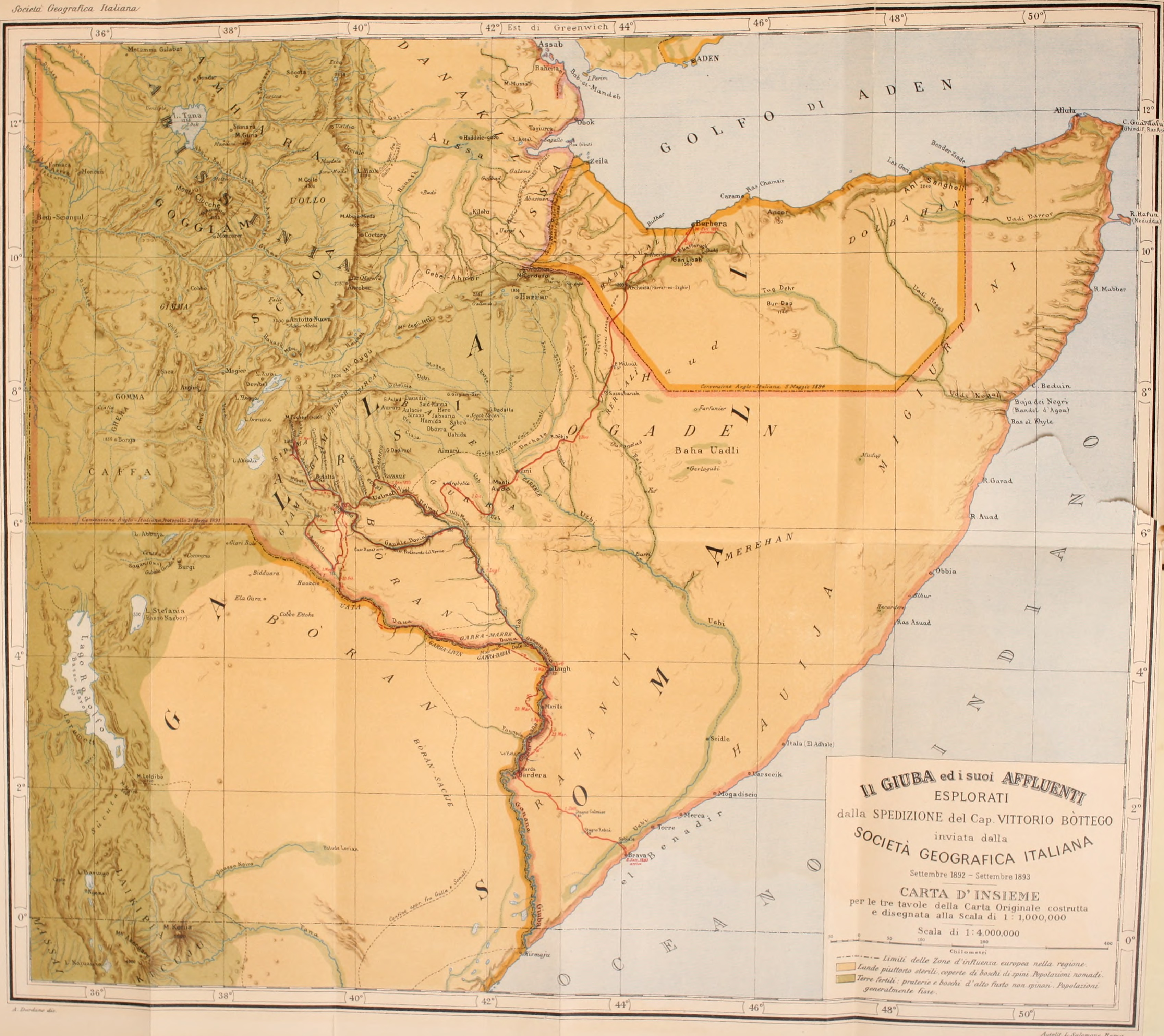
Mappa dell'Ottocento delle regioni dove avvennero le esplorazioni di Vittorio Bottego, che per primo descrisse i limiti precisi delle popolazioni di lingua somala

Alla fine del XIX secolo, l'Inghilterra e l'Italia occuparono parti del territorio somalo; gli Inglesi nel nord-ovest e gli italiani nella rimanente parte del territorio somalo. Entrambi dovettero fronteggiare le rivolte della popolazione locale guidata dal leader Derviscio Mohammed Abdullah Hassan, che riunì i soldati somali da tutto il corno d'Africa e iniziò una lunga resistenza coloniale nell'area.
Gli inglesi dopo vent'anni di guerriglia sconfissero l'esercito Derviscio utilizzando per la prima volta in Africa l'aviazione.
Tra il 1950 e il 1960 la Somalia fu posta sotto la tutela dell'amministrazione fiduciaria italiana che doveva preparare il paese all'indipendenza. Il primo luglio 1960 l'ex protettorato inglese del Somaliland e l'ex colonia della Somalia Italiana, grazie agli sforzi dell'SYL (lega dei giovani Somali), riuscì ad ottenere l'indipendenza.
Nella parte settentrionale del Kenya abitata da somali e rivendicata dal governo somalo, si tenne un referendum per l'annessione, il risultato fu un plebiscito a favore dell'unione con la Somalia, ma il territorio rimase sotto controllo del Kenya. L'Ogaden fu assegnato all'Etiopia e fu oggetto delle rivendicazioni del governo somalo poiché questo territorio era abitato in prevalenza da somali.
Nel 1969 in seguito a un colpo di Stato il generale Mohamed Siad Barre prese il potere, instaurando la Repubblica Democratica Somala guidata da un regime a partito unico.
Nel 1976 Siad Barre creò il partito socialista rivoluzionario somalo e l'anno successivo entrò in guerra contro l'Etiopia per il possesso dell'Ogaden.
Nel 1991 Siad Barre fu deposto e ciò diede inizio alla guerra civile somala tra i cosiddetti signori della guerra per il controllo della Somalia, terminata ufficialmente nel 2012 con la creazione della Repubblica Federale somala, riconosciuta dalle Nazioni Unite.

## Clan e struttura familiare
La società Somala è tradizionalmente Endogama e il matrimonio è utilizzato per sancire l'alleanza fra i vari clan.

## Lingue
La lingua somala fa parte della branca delle lingua afro-asiatiche in particolare del ceppo cuscitico. 
Il sistema di scrittura utilizzato è il sistema di scrittura latino introdotto nel 1972; prima di questo erano in uso alfabeti locali come l'alfabeto osmanya sviluppato dal sultano Osman Yusuf Kenadid, molto usato fu anche il sistema di scrittura arabo, adattato alla lingua somala nel medioevo.
L'esatto numero del parlanti della lingua somala non è noto ma si aggirano intorno ai 15 milioni.

## Cultura
La cultura Somala è un insieme di tradizioni sviluppate indipendentemente e l'influenza di civiltà vicine come quella Araba, Indiana, Nord Africana e del Sud-Est Asiatico. Un importante aspetto della cultura Somala è la poesia: la scrittrice canadese Margaret Laurence si riferì infatti alla Somalia come alla nazione dei poeti.

## Legge
I Somali per secoli hanno praticato una legge tradizione chiamata Xeer; questa legge richiedeva una certa quantità di esperienza ed era amministrata dagli anziani saggi e includeva norme come:
- pagamento del prezzo di sangue
- assicurarsi delle buone relazioni intertribali e il giusto trattamento delle donne
- la donazione di bestiame e altri beni ai poveri
- dare supporto economico alle parenti femmine già sposate.

## Letteratura
Per anni la letteratura Somala ha trattato di argomenti religiosi, ma con l'avvento dell'alfabeto latino si sono formati alcuni importanti scrittori come Nuraddin Farah.
Farah Mohamed Jama Awl è un altro importante scrittore Somalo che è noto per il suo romanzo L'ignoranza è nemica dell'Amore, ambientato nell'era Derviscia.